# Константин Палеолог (брат Михаила VIII)
Константин Палеолог (греч. Κωνσταντίνος Παλαιολόγος) (ок. 1230—1271) — византийский военачальник, сын великого доместика Андроника Палеолога и его второй, неизвестной по имени, жены. Таким образом, Константин приходился единокровным братом императору Михаилу VIII Палеологу и деспоту Иоанну Палеологу.

## Биография
Константин родился около 1230 года и был сыном великого доместика Андроника Палеолога от его второй жены.
В 1259 году к власти пришёл Михаил VIII Палеолог и Константин получил титул цезаря. В том же 1259 году Константин, вместе со своим сводным братом севастократором Иоанном Палеологом, а также с великим доместиком Алексеем Стратигопулом и великим примикием Константином Торник, возглавлял византийские войска в битве при Пелагонии. В этой битве никейцам удалось разгромить союз царя Эпира Михаила II Комнина Дуки, короля Сицилии Манфреда и герцога Ахеи Гильома II де Виллардуэна, взяв последнего в плен. После столь значительной победы Константин был награждён титулом севастократора.
За освобождение из плена ахейский князь отдал Никейской империи крепости Мистру, Монемвасию и Майну в Лаконии. В 1263 году в Лаконию прибыл Константин с войском, чтобы завоевать весь Пелопоннес. Но тяжёлые поражения византийцев при Принице (1263) и Макри-Плаги (1264) не позволили им захватить Пелопоннес. Константин отбыл в Константинополь в 1264 году.
Константин Палеолог умер в 1271 году.

## Семья
В 1259/1260 году Константин женился на Ирине Комнине Ласкарине. Дети от этого брака:
- Михаил Комнин Бран Палеолог[7];
- Андроник Комнин Бран Палеолог[7];
- Мария Комнина Ласкарина Дукина Торикина Палеолог — жена Исаака Комнина Дуки Торника[7];
- Феодора Палеолог — жена Иоанна Синадена
- Дочь (имя неизвестно) — жена болгарского царя Смилецы[8].